# Токаревский сельский совет (Лохвицкий район)
Токаревский сельский совет (укр. Токарівська сільська рада) — входит в состав
Лохвицкого района
Полтавской области
Украины.
Административный центр сельского совета находится в 
с. Токари.

## История
- 1926 — дата образования.

## Населённые пункты совета
- с. Токари
- с. Гамалиевка
- с. Долинка
- с. Пучковщина
- с. Руда